# Xiong Xiling
Xiong Xiling (熊希龄, 1870-1937) est le Premier ministre de la République de Chine de juillet 1913 à février 1914.

## Biographie

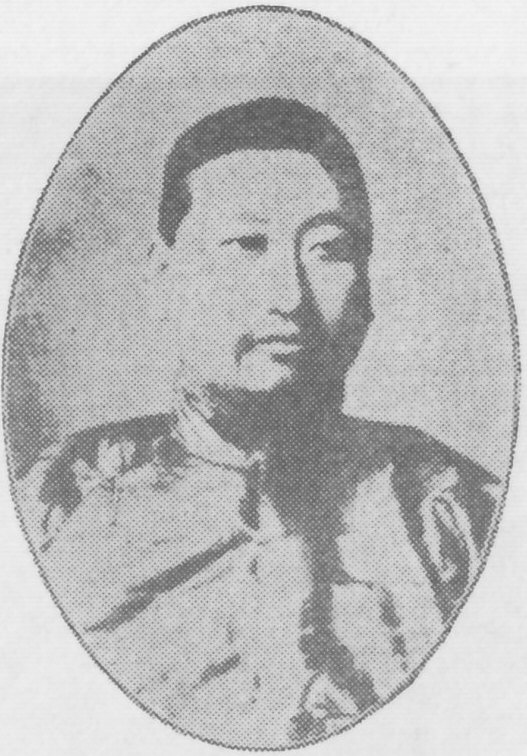

Né à Fenghuang dans la province du Hunan, Xiong est un intellectuel, réformiste, politicien, et philanthrope Han de la fin de la dynastie Qing et de la nouvelle république.
En juillet 1913, Xiong est nommé par Yuan Shikai comme Premier ministre et ministre des Finances. Cependant, après quelques mois, la relation entre Xiong et Yuan commence à se détériorer, principalement pour leurs vues différentes de la gouvernance. En février 1914, Xiong est démis de son poste de Premier ministre. 
Après avoir quitté la politique, Xiong s'implique dans les institutions éducatives et caritatives pour aider les infortunés de Pékin et de Shanghai. Xiong aide les réfugiés dans cette ville durant l'invasion japonaise de 1937. Après la chute de Shanghai, il se rend à Hong Kong où il meurt en décembre 1937 et est honoré par des funérailles d'État.